# 조셉 고든 레빗
조지프 레너드 고든레빗(조셉 고든 레빗, Joseph Leonard Gordon-Levitt, 1981년 2월 17일 ~ )은 미국의 배우이자 영화 감독이다. 영화 《500일의 썸머》, 《인셉션》, 《50/50》, 《다크 나이트 라이즈》, 《루퍼》 등에 출연하였으며, 드라마 《솔로몬 가족은 외계인》에 토미 솔로몬 역으로 잘 알려져 있다.

## 생애
조셉 고든 레빗은 로스앤젤레스에서 태어나 로스앤젤레스의 지구인 셔먼오크스에서 자랐다. 유대인의 혈통을 이어받았다. 아버지 데니스 레빗(Dennis Levitt)은 퍼시피카 라디오 KPFK의 뉴스 디렉터이며, 어머니 제인 고든(Jane Gordon)은 영화 감독 마이클 고든의 딸이다. 어머니의 성 고든도 이름에 붙여서 이름이 조셉 고든 레빗이 되었다. 조셉에게는 위로 7살 많은 형인 댄 고든 레빗이 있는데, 안타깝게도 2010년, 36세 나이로 세상을 떠났다. 2014년 12월 20일 지인의 소개로 만난 NASA 기반의 로보틱스 회사의 설립자이자 CEO인 타샤 맥컬리와 자신들의 집에서 조촐하게 결혼식을 올렸으며, 2014년 1월 엘렌쇼에서 자신은 페미니스트이며 헐리우드는 오랜 시간 성차별적이었다고 인터뷰했다. 2015년 8월 15일에 첫 아들을 얻었다. 아들은 보호차원에서 공개하지 않기로 하였고, 공개여부는 아들이 자라서 자신이 선택할 수 있게 해주겠다 밝혔다.

## 경력
아역으로 경력을 시작한다. 뮤지컬, 연극 등에서 공연하다가, 1991년 《다크 섀도우스》에 데이비드 콜린스 및 대니얼 콜린스 역으로 출연하였다. 1992년 공개된 《흐르는 강물처럼》으로 영화에 데뷔하였으며, 이 영화로 젊은 예술가상을 수상하였다. 1996년에는 《솔로몬 가족은 외계인》에서 토미 솔로몬 역할을 맡았으며, 이 드라마로도 젊은 예술가상을 수상하였다. 2000년에 컬럼비아 대학교에 입학하여, 역사, 문학을 공부하였고, 특히 프랑스 문학에 심취해, 프랑스어를 할 수 있다. 조셉 고든 레빗은 배우업에 더욱더 종사하기 위해서 2004년 학교를 중퇴하였다. 배우로 다시 돌아와, 2005년 독립영화 《미스테리어스 스킨》로 31회 시애틀국제영화제 남우주연상 수상을 하였다. 2009년 개봉한 《500일의 썸머》는 골든 글로브 남우주연상 (뮤지컬, 코미디 부문)에 후보로 올랐다. 같은 해 개봉한 《지.아이.조: 전쟁의 서막》에서는 코브라 커맨드 역할을 맡았다. 2010년 개봉한 크리스토퍼 놀런 감독의 《인셉션》에 출연하였으며, 많은 호평을 받았다. 2012년 개봉한 크리스토퍼 놀런 감독의 《다크 나이트 라이즈》에서 존 블레이크 역을 맡았고, 2012년 개봉한 《프리미엄 러쉬》에서 윌리 역을 맡았다. 《루퍼》에서 브루스 윌리스의 젊은시절 연기를 하였다. 《링컨》에서 링컨의 아들 로버트 토드 링컨 역을 맡았다.

## hitRECord
조셉 고든 레빗은 hitRECord라는 온라인 공동 제작 회사를 경영하고 있다.

## 출연 작품

### 영화
| 연도 | 제목                                                     | 역할                      | 비고                            |
| ---- | -------------------------------------------------------- | ------------------------- | ------------------------------- |
| 1991 | Changes                                                  | 매슈 핼럼                 | 텔레비전 영화                   |
| 1991 | Hi Honey - I'm Dead                                      | 조시 스테이들러           | 텔레비전 영화                   |
| 1992 | 베토벤                                                   | 학생 1                    |                                 |
| 1992 | 흐르는 강물처럼                                          | 어린 노먼                 |                                 |
| 1994 | 리틀 웨딩                                                | 지크                      |                                 |
| 1994 | 야생화                                                   | 리치 리롤런드             |                                 |
| 1994 | 외야의 천사들                                            | 로저 보먼                 |                                 |
| 1996 | 주어러                                                   | 올리버 레어드             |                                 |
| 1998 | 스위트 제인                                              | 토니                      |                                 |
| 1998 | 할로윈 7: H20                                            | 지미 하웰                 |                                 |
| 1999 | 내가 널 사랑할 수 없는 10가지 이유                       | 캐머런 제임스             |                                 |
| 2000 | 픽킹 업 더 피시스                                        | 플레이코                  |                                 |
| 2001 | 매닉                                                     | 라일 젠슨                 |                                 |
| 2002 | 보물성                                                   | 짐 호킨스 (목소리)        |                                 |
| 2003 | 래터 데이즈                                              | 엘더 폴 라이더            |                                 |
| 2004 | 미스테리어스 스킨                                        | 닐 매코믹                 |                                 |
| 2005 | 브릭                                                     | 브렌던 프라이             |                                 |
| 2005 | Havoc                                                    | 샘                        |                                 |
| 2005 | 섀도복서                                                 | 닥터 돈                   |                                 |
| 2007 | 룩아웃                                                   | 크리스 프랫               |                                 |
| 2008 | 스톱로스                                                 | 토미 버지스               |                                 |
| 2008 | 안나 성당의 기적                                         | 팀 보일                   |                                 |
| 2008 | 블룸 형제 사기단                                         | 바 패트런                 | 카메오 출연                     |
| 2008 | 킬샷                                                     | 리치 닉스                 |                                 |
| 2009 | Big Breaks                                               | 토드 스털링               |                                 |
| 2009 | 500일의 썸머                                             | 톰 핸슨                   |                                 |
| 2009 | 언서테인티                                               | 보비                      |                                 |
| 2009 | 위민 인 트러블                                           | 버트 로드리게스           |                                 |
| 2009 | 지.아이.조: 전쟁의 서막                                  | 코브라 커맨더             |                                 |
| 2010 | 히셔                                                     | 히셔                      |                                 |
| 2010 | Morgan M. Morgansen's Date with Destiny                  | 모건 M. 모건슨 / 내레이터 | 단편 영화, 감독 겸 배우         |
| 2010 | 조셉 고든-레빗의 69 채널                                 | 버트 로드리게스           |                                 |
| 2010 | Morgan and Destiny's Eleventeenth Date: The Zeppelin Zoo | 모건 M. 모건슨 / 내레이터 | 단편 영화, 감독 겸 배우         |
| 2010 | 인셉션                                                   | 아서                      |                                 |
| 2011 | 50/50                                                    | 애덤 러너                 |                                 |
| 2012 | 다크 나이트 라이즈                                       | 존 블레이크               |                                 |
| 2012 | 프리미엄 러쉬                                            | 윌리                      |                                 |
| 2012 | 루퍼                                                     | 조                        | 이그제큐티브 프로듀서           |
| 2012 | 링컨                                                     | 로버트 토드 링컨          |                                 |
| 2013 | 바람이 분다                                              | 지로                      | 영어 더빙                       |
| 2013 | 돈 존                                                    | 돈 존                     | 후반 작업, 감독, 각본가 겸 배우 |
| 2014 | 씬 시티: 다크히어로의 부활                               | 조니                      |                                 |
| 2014 | 더 인터뷰                                                | 본인                      | 카메오 출연                     |
| 2015 | 하늘을 걷는 남자                                         | 펠리페 프티               |                                 |
| 2015 | 더 나이트 비포                                           | 이선                      |                                 |
| 2016 | 스노든                                                   | 스노든                    |                                 |
| 2020 | 프로젝트 파워                                            | 프랭크                    |                                 |
| 2020 | 트라이얼 오브 더 시카고 7                                | 리차드 슐츠               |                                 |
| 2022 | 피노키오                                                 | 지미니 크리켓             | 목소리                          |
| 2023 | 플로라 앤 썬                                             | 제프                      |                                 |
| 2024 | 그리디 피플                                              |                           |                                 |

### 텔레비전
| 연도      | 제목                      | 역할                          | 비고                                    |
| --------- | ------------------------- | ----------------------------- | --------------------------------------- |
| 1988      | Stranger on My Land       | Rounder                       |                                         |
| 1988      | 패밀리 타이즈             | 더기                          | 2개의 에피소드                          |
| 1989      | Settle the Score          | 저스틴                        |                                         |
| 1990      | 제시카의 추리극장         | 소년 1                        | 1개의 에피소드: "Shear Madness"         |
| 1991      | 다크 섀도스               | 대니얼 콜린스/데이비드 콜린스 | 11개의 에피소드                         |
| 1991      | Plymouth                  | 사이먼                        |                                         |
| 1991      | 차이나 비치               | 아치 윈즐로 (9살)             | 1개의 에피소드: "Quest"                 |
| 1991      | 사선을 넘어               | 카일                          | 1개의 에피소드: "Permanent Wave"        |
| 1991      | LA 로                     |                               | 1개의 에피소드: "Lose the Law"          |
| 1992      | The Powers That Be        | 피어스 밴 혼                  | 13개의 에피소드                         |
| 1993      | Partners                  |                               |                                         |
| 1993      | Gregory K                 | 그레고리 킹즐리               |                                         |
| 1993      | 닥터 퀸                   | 잭 로슨                       | 1개의 에피소드: "The Secret"            |
| 1993      | 로잔느 아줌마             | 조지                          | 4개의 에피소드                          |
| 1995      | The Great Elephant Escape | 매슈                          |                                         |
| 1996      | 솔로몬 가족은 외계인      | 토미 솔로몬                   | 131개의 에피소드                        |
| 1998      | 요절복통 70쇼             | 버디 모건                     | 1개의 에피소드: "Eric's Buddy"          |
| 2000      | 제3의 눈                  | 자크                          | 1개의 에피소드: "Something About Harry" |
| 2000      | Forever Lulu              | 마틴 엘즈워스                 |                                         |
| 2005      | 넘버스                    | 스콧 레이놀즈                 | 1개의 에피소드: "Sacrifice"             |
| 2009 2012 | 새터데이 나이트 라이브    | 진행                          | 2개의 에피소드                          |
| 2015      | 더 민디 프로젝트          | 맷                            | 1개의 에피소드 "While I Was Sleeping"   |